# Fort Sumter
Fort Sumter, ligger i Charleston, South Carolina. Det blev opkaldt efter general Thomas Sumter. Fortet er mest kendt for at være stedet, hvor de første skud i Den amerikanske borgerkrig blev affyret under slaget om Fort Sumter.

## Fortets konstruktion
Fort Sumter blev bygget efter Den britisk-amerikanske krig (1812) som ét i en række befæstninger på den sydlige amerikanske kyst. Byggeriet begyndte i 1829 og var endnu ikke afsluttet, da konflikten startede i 1860. 70.000 tons granit blev hentet i New England for at opbygge en sandbanke i indløbet til Charleston havn, som fortet behersker. Fortet bestod af en 5-sidet murstenskonstruktion, som var 55-60 meter lang på hver side. Murene var 1,5 meter tykke, og konstruktionen ragede mere end 15 meter op over lavvandsmærket. Det var konstrueret til at rumme 650 mand og 135 kanoner på 3 niveauer, men blev aldrig fuldt bestykket.

## Slaget om Fort Sumter
Den 26. december 1860, 5 dage efter at South Carolina var trådt ud af Unionen, flyttede Major Robert Anderson fra unionshæren sine 2 kompagnier af artillerister til det ufærdige fort fra Fort Moultrie, som ikke kunne forsvares. I de følgende måneder blev gentagne opfordringer til overgivelse ignoreret, men forsøg på undsætning nordfra blev også forhindret.
Den 12. april 1861 kl. 4.30 åbnede sydstatsbatterierne ild og fortsatte med at skyde på fortet i 34 timer. Ilden blev besvaret fra fortet, om end uden store resultater. Den 13. april overgav fortet sig og blev evakueret. Ingen unionssoldater døde under angrebet, mens en enkelt rebel forblødte, efter at være blevet såret af en kanon, som gik af ved et uheld.
Flaget fra Fort Sumter blev et populært, patriotisk symbol, efter at major Anderson vendte tilbage til Nordstaterne med det. Flaget findes stadig på fortets museum.
- Fort Sumter efter bombardementet d. 12. april 1861
- Fort Sumter efter bombardementet d. 12. april 1861
- Fort Sumter efter bombardementet d. 12. april 1861
- Fort Sumter efter bombardementet d. 12. april 1861
- Fort Sumter efter bombardementet d. 12. april 1861
- Fort Sumter efter bombardementet 12. april 1861

## Fort Sumter efter slaget
Med Fort Sumter i oprørernes hænder blev Charleston et hul i den amerikanske flådes blokade af oprørernes havne. For at lukke havnen måtte fortet generobres, men trods mange forsøg lykkedes det først at generobre fortet den 17. februar 1865, hvor generalmajor William T. Shermans hær rykkede nordpå fra Savannah i Georgia.
Ved borgerkrigens slutning var Fort Sumter en ruin. Den amerikanske hær forsøgte at genskabe den som en brugbar, militær installation. Den øverste etage blev revet ned, resten blev delvis genopbygget, og der blev installeret nye 100 punds riflede kanoner.
Fra 1876 til 1897 blev fortet blot benyttet som et ubemandet fyr. Ved starten af den spansk-amerikanske krig fik fortet fornyet militær betydning, og det blev renoveret. Under 1. verdenskrig bemandede en lille garnison 2 riflede 12” kanoner. Efter at have været benyttet som turistattraktion i mellemkrigsårene blev der installeret to 90-mm luftværnskanoner under 2. verdenskrig.
Fortet blev et national mindesmærke i 1948 og administreres i dag af U.S. National Park Service.